# شارلوت البوربونية
شارلوت البوربونية (1547/46 - 5 مايو 1582)؛ كانت أميرة أوراني القرينة باعتبارها الزوجة الثالثة لأمير فيليم الصامت الزعيم الرئيسي للثورة الهولندية ضد الإسبان، كانت الابنة الرابعة لـ لويس الثالث دي بوربون دوق مونبنسييه وجاكلين دي لونغوي كونتيسة بار سور سين.

## السيرة الذاتية
ينتسب والدها إلى فرع آل بوربون-فاندوم، بحيث ورث الدوقية عن جدتها لويز البوربونية التي كانت أخر فرد من فرع آل مونبنسييه، في حين والدتها جاكلين دو لونغوي هي الزوجة الأولى لوالدها، تعتبر ابنة شقيقة فرانسوا الأول ملك فرنسا.
يُقال أن والدتها جاكلين كانت مؤمنة بالمذاهب الإصلاحية، وقد علمتها سراً لأطفالها حسب بعض الروايات، لذلك قرر والده إحباط نفوذ زوجته بإرسال ثلاث من بناته إلى الأديرة، كانت شارلوت في ذلك الوقت تبلغ من العمر ثلاثة عشر عامًا فقط وتوسلت للسماح لها بالبقاء مع والدتها التي توفيت خلال الوقت الذي كانت فيه شارلوت في الدير، ولأن والدها كان المؤثر في بلاط كاثرين دي ميديشي (الملكة الأرملة) استطاع بوضع ابنته في الدير جواه الملكي القريب من ضاحية مو لتربى كراهبة، وعندما تم الاعتراف بها كراهبة في سن الثالثة عشرة، قدمت احتجاجًا رسميًا مكتوبًا.
تزعم مصادر أخرى بأن لويس أراد ببساطة تجنب دفع المهور من أجل الحفاظ على إرث ابنه الوحيد، بحيث قام بإرسال شارلوت لأول مرة إلى جواه وهي رضيعة، حيث كانت خالتها راهبة، كانت الخطة بأن تتخلى شارلوت عن ميراثها وتخلف خالتها في منصبها، تم تنفيذ هذه الخطة بعد وفاة الخالة بالفعل ضد رغبتها، وعلى الرغم من أنها كانت تبلغ من العمر 12 عامًا فقط، وبينما أصبحت رئيسة الدير تلقت سراً تعليمات الكالفينية من قبل كاهن منشق.
صدمت شارلوت الصغيرة عائلتها والبلاط الملكي بفرارها من الدير في عام 1572، وأعلنت تحولها إلى الكالفينية، وبناءً على نصيحة قريبتها جين دالبرت، هربت نحو انتخابية بالاتينات بعيدًا عن أنظار والدها.

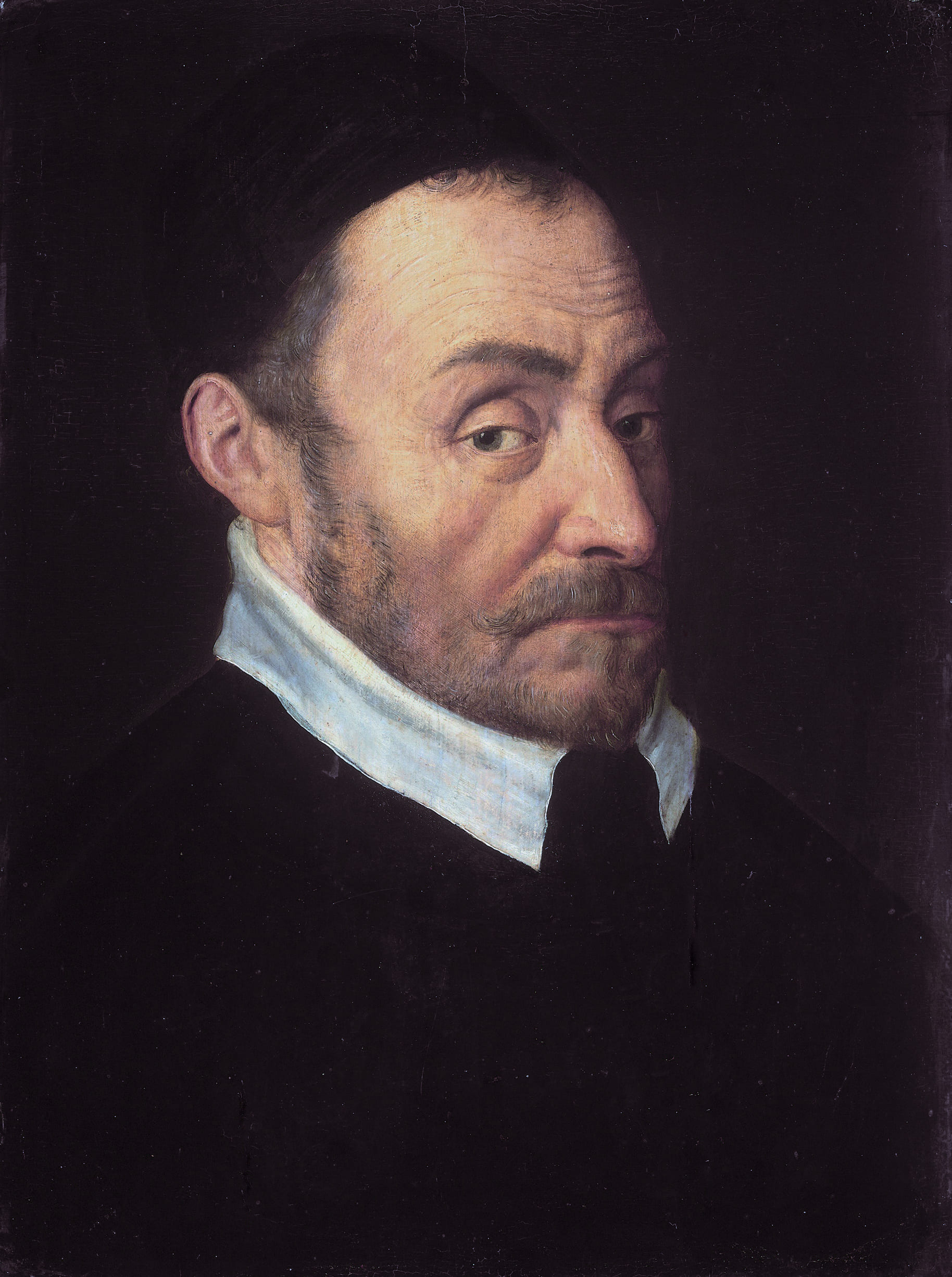
زوجها فيليم الصامت (1533-1584)

وفي 24 يونيو 1575 تزوجت شارلوت من البروتستانتي فيليم أمير أوراني الذي كان يكافح من أجل الاستقلال الأراضي المنخفضة عن الإسبان كان لديهم ست بنات، بما في ذلك لويز يوليانا، والتي ينحدر منها الأسر آل هوهنتسولرن وكذلك آل هانوفر ومعظم الأسر الملكية (البروتستانتية) الأخرى وأيضا بعض الأسر الملكية الكاثوليكية، اعتبر الزواج جيداً للغاية - ويقال أنه الزواج الوحيد من بين زيجاته الأربعة الذي كان من أجل الحب - زادت السعادة الواضحة للزوجين من شعبية فيليم.
يُزعم أن شارلوت ماتت من الإرهاق أثناء محاولتها لرعاية زوجها بعد محاولة اغتيال فاشلة في عام 1582، على الرغم من أن فيليم كان صبور ظاهريًا، إلا أنه كان يخشى أن يتسبب حزنه في انتكاسة قاتلة، بحيث أدت وفاتها إلى حزن على نطاق واسع، وبعد وفاتها تزوج فيليم في 24 أبريل 1583 من زوجته الرابعة والأخيرة لويز دي كوليني وأنجب منها ابنًا فريدريك هندريك أمير أوراني.
أشاد يوهان شقيق فيليم الأصغر، والذي عارض الزواج في البداية بتكريم شارلوت كزوجة بأنها "تتميز بفضيلتها وتقواها وذكائها الكبير، باختصار بقدر ما يرغب (فيليم) في تحقيقها".

## الذرية
أنجبت له 6 بنات:
- لويز يوليانا (31 مارس 1576 - 15 مارس 1644)؛ تزوجت من فريدرش الرابع ناخب بالاتينات، لهم ذرية.
- إليزابيث (26 أبريل 1577 - 3 سبتمبر 1642)؛ تزوجت من هنري دو لا تور دأوفرن دوق بوالون، لهم ذرية بما في ذلك المارشال المشهور هنري دو لا تور.
- كاتارينا بيليجيكا (31 يوليو 1578 - 12 أبريل 1648)؛ تزوجت من فيليب لودفيغ كونت هاناو-مونتسنبيرغ؛ لهم ذرية، فهما سليلا آل هسن-كاسل.
- شارلوت فلاندرينا (18 أغسطس 1579 - 16 أبريل 1640)؛ أصبحت راهبة كاثوليكية.
- شارلوت برابانتينا (17 سبتمبر 1580 - أغسطس 1631)؛ تزوجت من الهوغونوتي كلود دو لاتريمويل، لهم ذرية.
- إميليا أنتويربيانا (9 ديسمبر 1581 - 28 سبتمبر 1657)؛ تزوجت من فريدرش كاريميز كونت بالاتينات-لاندسبيرغ، لهم ذرية.